# Puoi (Words)
Puoi (Words) è un singolo del comico, showman e cantante Fiorello, pubblicato nel 1993 ed estratto dall'album Spiagge e lune. 

## Tracce
1. San Martino (poesia di Giosuè Carducci) – 4:00 (Carducci, Cecchetti, Zuppone, Labinto)
2. Puoi (Words) (cover di F.R. David) – 3:30 (Mapi, Fittoussi, Kupersmith, Yaguda)